# Тяжёлая атлетика на летних Азиатских играх 2010
Соревнования по тяжёлой атлетике на летних Азиатских играх 2010 года проводились в Гуанчжоу (Китай) с 13 по 19 ноября. Медали были разыграны в восьми категориях у мужчин и в семи — у женщин.

## Победители

### Мужчины
| Категории | Золото               | Серебро                      | Бронза                        |
| --------- | -------------------- | ---------------------------- | ----------------------------- |
| 56 кг     | Китай У Цзинбяо      | КНДР Чха Гым Чхоль           | Индонезия Джади Сетиади       |
| 62 кг     | Китай Чжан Цзе       | КНДР Ким Ын Гук              | Индонезия Эко Юли Ираван      |
| 69 кг     | КНДР Ким Гым Сок     | Иран Мортеза Резаейн         | Индонезия Триятно             |
| 77 кг     | КНДР Пан Гым Чхоль   | Казахстан Кирилл Павлов      | Казахстан Даурен Шауетеев     |
| 85 кг     | Китай Лу Юн          | Узбекистан Мансурбек Чашемов | Республика Корея Ким Гван Хун |
| 94 кг     | Казахстан Илья Ильин | Иран Асгар Эбрахими          | Республика Корея Ким Мин Джэ  |
| 105 кг    | Китай Ян Чже         | Узбекистан Иван Ефремов      | Казахстан Сергей Истомин      |
| +105 кг   | Иран Бехдад Салими   | Республика Корея Чон Сан Гюн | Иран Саджад Аноуширавани      |

### Женщины
| Категории | Золото                        | Серебро                     | Бронза                                |
| --------- | ----------------------------- | --------------------------- | ------------------------------------- |
| 48 кг     | Китай Ван Минцзюань           | Таиланд Пенсири Лаосирикул  | Китайская Республика Чэнь Вэйлин      |
| 53 кг     | Китай Ли Пин                  | Казахстан Зульфия Чиншанло  | Таиланд Прапавади Чаренраттанатаракун |
| 58 кг     | Китай Ли Сюэинь               | КНДР Пак Хён Сук            | КНДР Чон Чхун Ми                      |
| 63 кг     | Казахстан Майя Манеза         | Республика Корея Ким Су Гён | Китай Чен Айчан                       |
| 69 кг     | Китай Лю Чунхон               | Индонезия Синта Дармариани  | Китайская Республика Вань Я-чжен      |
| 75 кг     | Казахстан Светлана Подобедова | Китай Цао Лей               | Казахстан Хромова Татьяна             |
| +75 кг    | Республика Корея Чан Ми Ран   | Китай Мэн Супинь            | Казахстан Мария Грабовецкая           |

### Зачет медалей по странам
| Место | Страна               | Золото | Серебро | Бронза | Всего |
| ----- | -------------------- | ------ | ------- | ------ | ----- |
| 1     | Китай                | 8      | 2       | 1      | 11    |
| 2     | Казахстан            | 3      | 2       | 4      | 9     |
| 3     | КНДР                 | 2      | 3       | 1      | 6     |
| 4     | Республика Корея     | 1      | 2       | 2      | 5     |
| 5     | Иран                 | 1      | 2       | 1      | 4     |
| 6     | Узбекистан           | 0      | 2       | 0      | 2     |
| 7     | Индонезия            | 0      | 1       | 3      | 4     |
| 8     | Таиланд              | 0      | 1       | 1      | 2     |
| 9     | Китайская Республика | 0      | 0       | 2      | 2     |
| Всего | Всего                | 15     | 15      | 15     | 45    |